# جورنيارينتسي
جورنيارينتسي (بالبلغارية: Горни Маренци)‏ قرية تقع إدارياً ضمن تريافنا في بلغاريا. تعتمد جورنيارينتسي للبريد على الرمز البريدي 5360.